# Bonneville-la-Louvet
Pour les articles homonymes, voir Bonneville.
Bonneville-la-Louvet est une commune française, située dans le département du Calvados en région Normandie.

## Géographie

### Localisation
Bonneville-la-Louvet est une commune normande du Pays d'Auge située à 11 km à vol d'oiseau à l'est de Pont-l'Évêque, à 7 km au sud de Beuzeville, 15 km au sud-ouest de Pont-Audemer, 27 km au nord-ouest de Bernay et 17 km au nord-esdt de Lisieux.
Elle se trouve dans la zone d'emploi de Honfleur Pont-Audemer et dans le bassin de vie de Cormeilles.

### Communes limitrophes
Les communes limitrophes sont  Blangy-le-Château, La Lande-Saint-Léger, Le Bois-Hellain, Le Faulq, Les Authieux-sur-Calonne, Martainville, Saint-André-d'Hébertot et Saint-Pierre-de-Cormeilles.

### Géologie et relief
La superficie de la commune est de 20,75 km2 ; son altitude varie de 39  à   166 mètres.

### Hydrographie
La commune est située dans le bassin Seine-Normandie. Elle est drainée par la Calonne, le Douet Baron, le cours d'eau 01 de la Cour Bosquier, le ruisseau du Val Rivier, le cours d'eau 09 de la commune de Bonneville-la-Louvet, le cours d'eau 01 de la Papeterie, le cours d'eau 01 du Lieu Verrier, le fossé 13 de la commune de Bonneville-la-Louvet, le cours d'eau 01 de la Moretterie, le fossé 01 de la Cavellerie, le cours d'eau 01 de Saint-Léger-sur-Bonneville, le fossé 02 de Saint-Léger-sur-Bonneville, le ruisseau des Garennes, le cours d'eau 01 de Cour Fils, le fossé 17 de la commune de Bonneville-la-Louvet, le Douet et divers autres petits cours d'eau,.
La Calonne, d'une longueur de 45 km, prend sa source dans la commune du Planquay et se jette  dans la Touques à Pont-l'Évêque, après avoir traversé 19 communes. 

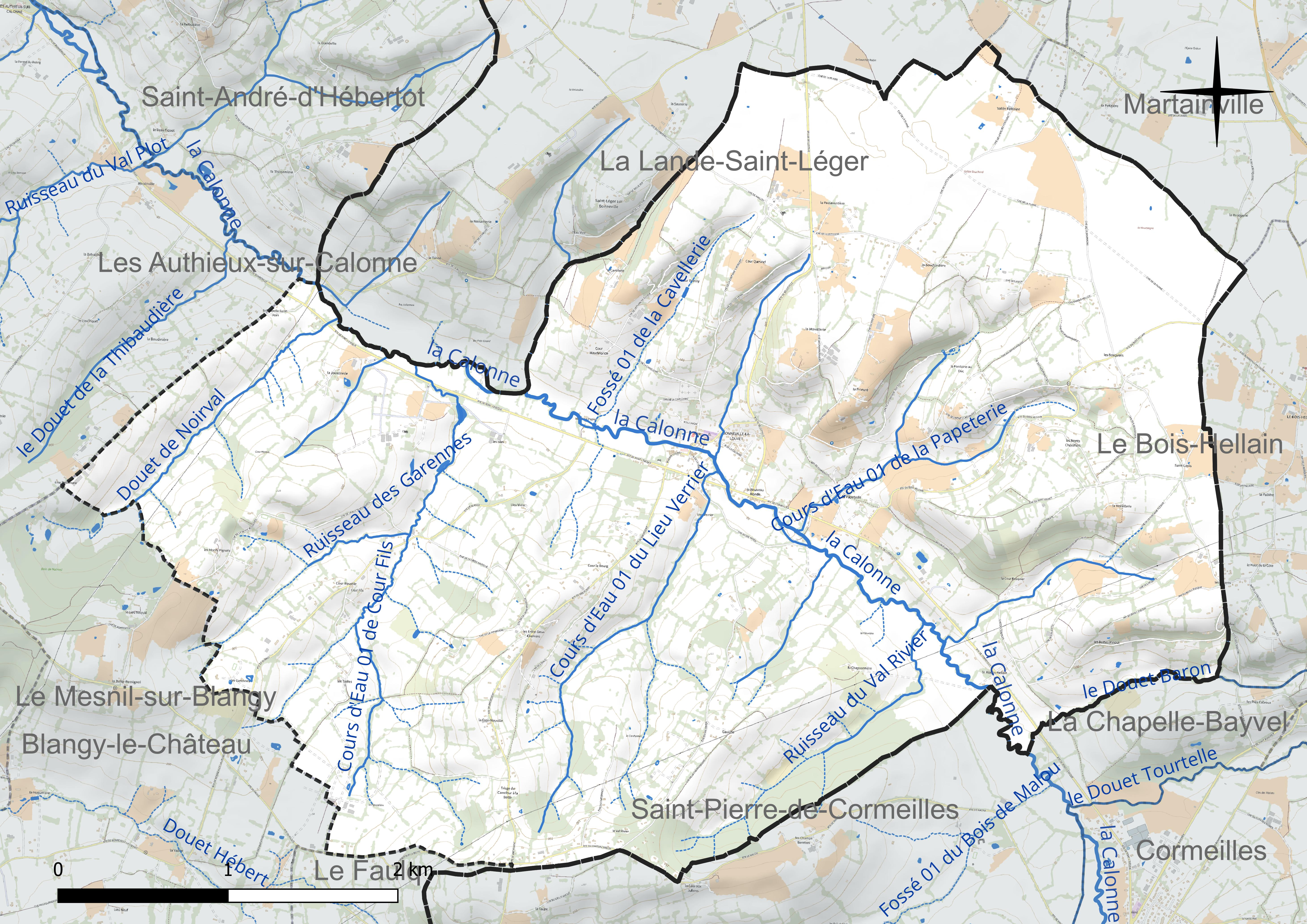
Réseau hydrographique de Bonneville-la-Louvet.

### Climat
Pour des articles plus généraux, voir Climat de la Normandie et Climat du Calvados.
En 2010, le climat de la commune est de type climat océanique franc, selon une étude du CNRS s'appuyant sur une série de données couvrant la période 1971-2000. En 2020, Météo-France publie une typologie des climats de la France métropolitaine dans laquelle la commune est exposée à un climat océanique et est dans la région climatique Côtes de la Manche orientale, caractérisée par un faible ensoleillement (1 550 h/an) ; forte humidité de l'air (plus de 20 h/jour avec humidité relative > 80 % en hiver), vents forts fréquents. Parallèlement le GIEC normand, un groupe régional d'experts sur le climat, différencie quant à lui, dans une étude de 2020, trois grands types de climats pour la région Normandie, nuancés à une échelle plus fine par les facteurs géographiques locaux. La commune est, selon ce zonage, exposée à un « climat contrasté des collines », correspondant au Pays d'Auge, Lieuvin et Roumois, moins directement soumis aux flux océaniques et connaissant toutefois des précipitations assez marquées en raison des reliefs collinaires qui favorisent leur formation.
Pour la période 1971-2000, la température annuelle moyenne est de 10,5 °C, avec  une amplitude thermique annuelle de 13 °C. Le cumul annuel moyen de précipitations est de 834 mm, avec 12,6 jours de précipitations en janvier et 8,6 jours en juillet. Pour la période 1991-2020, la température moyenne annuelle observée sur la station météorologique la plus proche, située sur la commune de Boulleville à 11 km à vol d'oiseau, est de 11,3 °C et le cumul annuel moyen de précipitations est de 851,2 mm,. Pour l'avenir, les paramètres climatiques de la commune estimés pour 2050 selon différents scénarios d'émission de gaz à effet de serre sont consultables sur un site dédié publié par Météo-France en novembre 2022.

## Urbanisme

### Typologie
Au 1er janvier 2024, Bonneville-la-Louvet est catégorisée commune rurale à habitat dispersé, selon la nouvelle grille communale de densité à 7 niveaux définie par l'Insee en 2022.
Elle est située hors unité urbaine et hors attraction des villes,.

### Occupation des sols

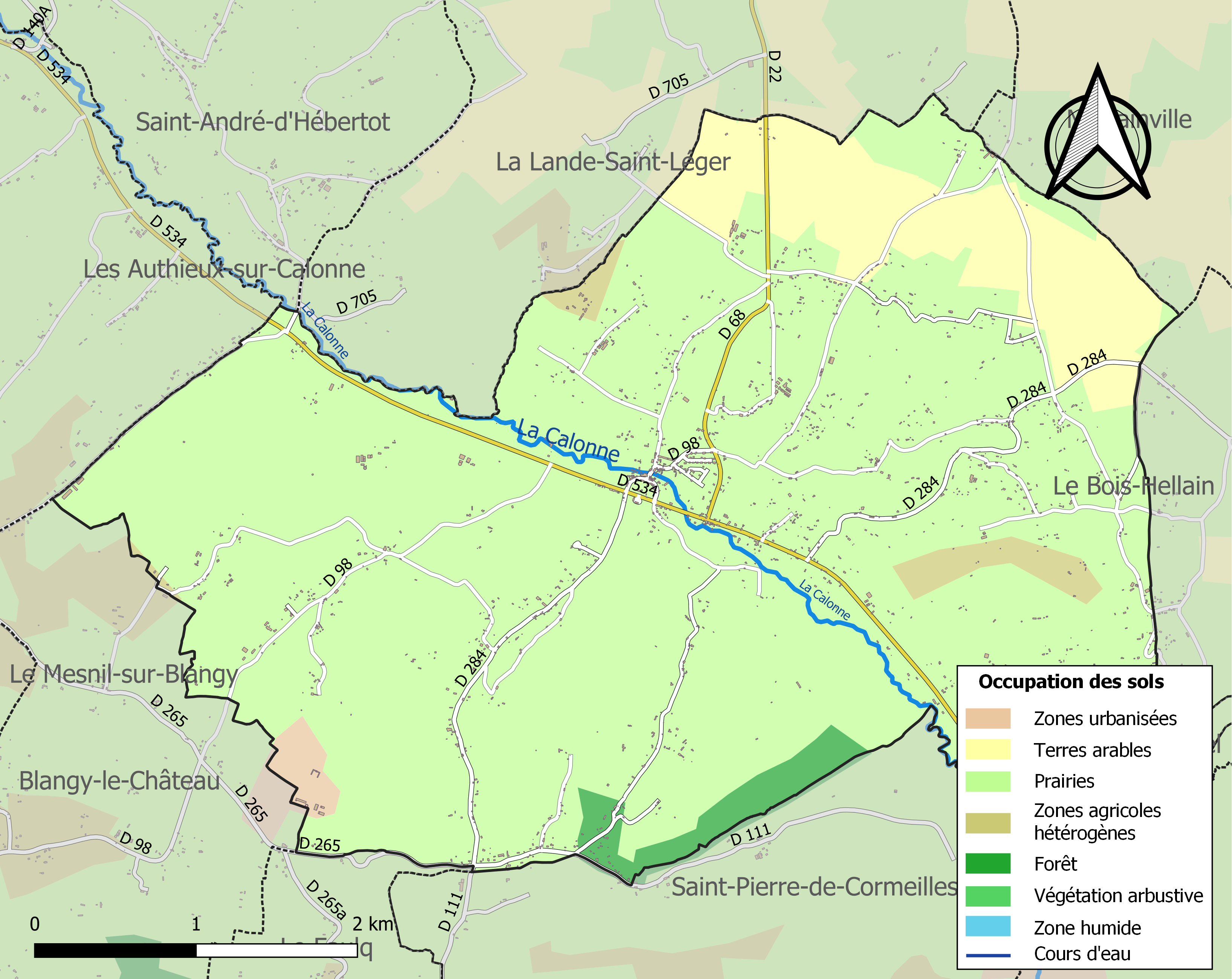
Carte des infrastructures et de l'occupation des sols de la commune en 2018 (CLC).

L'occupation des sols de la commune, telle qu'elle ressort de la base de données européenne d'occupation biophysique des sols Corine Land Cover (CLC), est marquée par l'importance des territoires agricoles (97,4 % en 2018), une proportion sensiblement équivalente à celle de 1990 (98,1 %). La répartition détaillée en 2018 est la suivante : 
prairies (86 %), terres arables (9,8 %), forêts (1,9 %), zones agricoles hétérogènes (1,7 %), espaces verts artificialisés, non agricoles (0,7 %).
L'évolution de l'occupation des sols de la commune et de ses infrastructures peut être observée sur les différentes représentations cartographiques du territoire : la carte de Cassini (XVIIIe siècle), la carte d'état-major (1820-1866) et les cartes ou photos aériennes de l'IGN pour la période actuelle (1950 à aujourd'hui).

### Habitat et logement
En 2021, le nombre total de logements dans la commune était de 566, alors qu'il était de 537 en 2016 et de 549 en 2011.
Parmi ces logements, 64,5 % étaient des résidences principales, 32,5 % des résidences secondaires et 3 % des logements vacants. Ces logements étaient pour 97,5 % d'entre eux des maisons individuelles et pour 2,1 % des appartements.
Le tableau ci-dessous présente la typologie des logements à Bonneville-la-Louvet en 2021 en comparaison avec celle du Calvados et de la France entière. Une caractéristique marquante du parc de logements est ainsi une proportion de résidences secondaires et logements occasionnels (32,5 %) supérieure à celle du département (17,8 %) et à celle de la France entière (9,7 %).
| Typologie                                               | Bonneville-la-Louvet | Calvados | France entière |
| ------------------------------------------------------- | -------------------- | -------- | -------------- |
| Résidences principales (en %)                           | 64,5                 | 75,5     | 82,2           |
| Résidences secondaires et logements occasionnels (en %) | 32,5                 | 17,8     | 9,7            |
| Logements vacants (en %)                                | 3                    | 6,6      | 8,1            |

## Toponymie
Le nom de la localité est attesté sous la forme Bonevilete fin du XIIe siècle en 1160.
Louvet : déterminatif emprunté au nom des seigneurs.

## Histoire

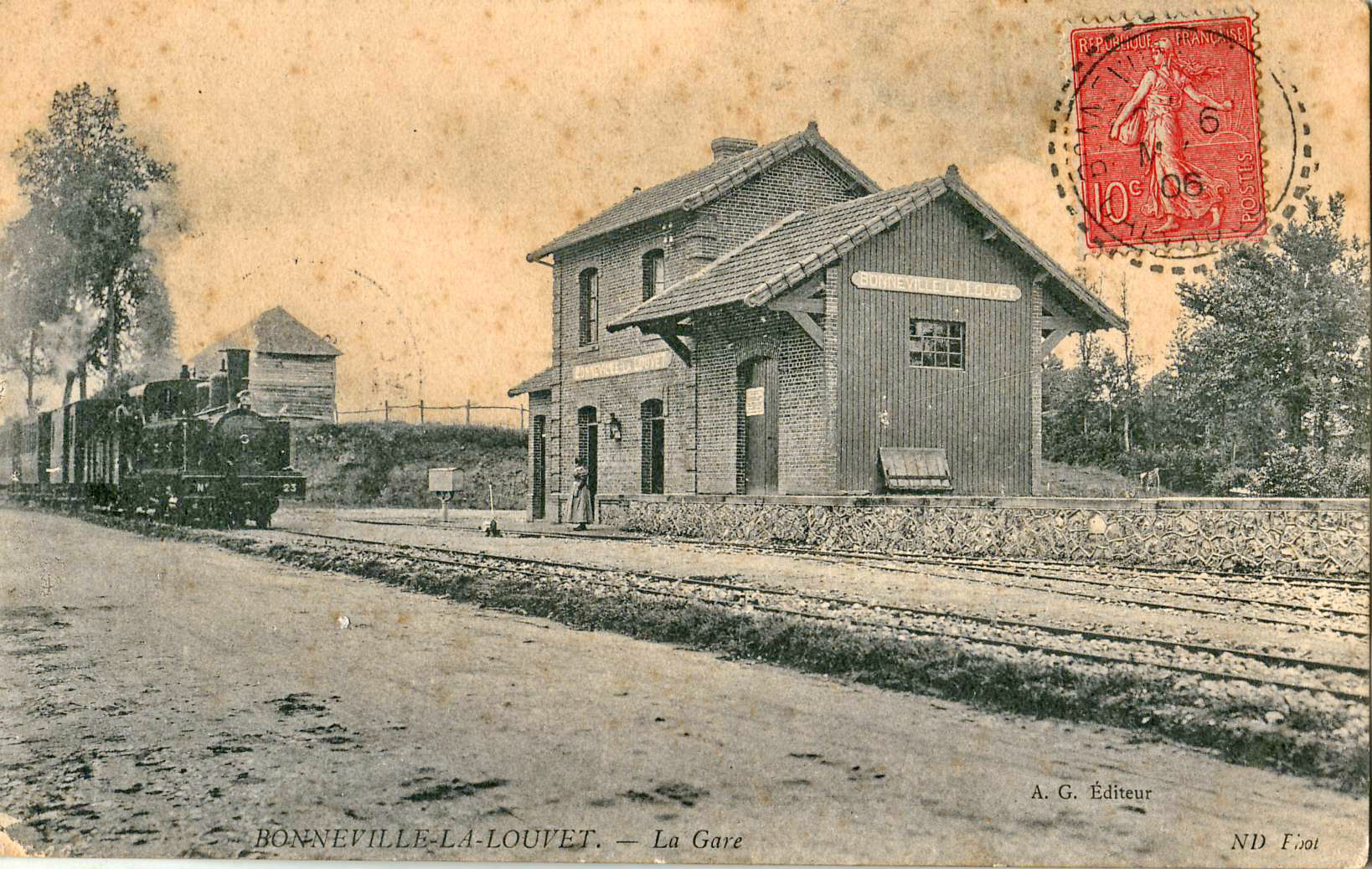
La gare, avant 1906.

La gare de Bonneville-la-Louvet, sur la ligne de chemin de fer secondaire à voie métrique de Cormeilles à Pont-l'Évêque, exploitée par la compagnie du Chemin de fer de Cormeilles à Glos-Montfort et extensions est ouverte en 1904. La ligne est fermée fin 1933 par le conseil général du Calvados en raison de son très fort déficit. Selon l'horaire de mai 1914, trois trains circulent alors dans chaque sens chaque jour, et il fallait 12 minutes pour se rendre de Bonneville à Cormeilles, et 38 minutes pour aller à Pont-L'Evêque.

## Politique et administration

### Rattachements administratifs et électoraux

#### Rattachements administratifs
La commune se trouve depuis 1926 dans l'arrondissement de Lisieux du département du Calvados.
Elle faisait partie depuis 1793 du canton de Blangy-le-Château. Dans le cadre du redécoupage cantonal de 2014 en France, cette circonscription administrative territoriale a disparu, et le canton n'est plus qu'une circonscription électorale.

#### Rattachements électoraux
Pour les élections départementales, la commune fait partie depuis 2014 du canton de Pont-l'Évêque.
Pour l'élection des députés, elle fait partie de la quatrième circonscription du Calvados.

### Intercommunalité
Bonneville-la-Louvet est membre de la communauté de communes Terre d'Auge, un établissement public de coopération intercommunale (EPCI) à fiscalité propre créé fin 2002 sous le nom de de communauté de communes Blangy Pont-l'Évêque Intercom et auquel la commune avait transféré un certain nombre de ses compétences, dans les conditions déterminées par le code général des collectivités territoriales.

### Liste des maires
| Période                                  | Période                       | Identité               | Étiquette | Qualité |
| ---------------------------------------- | ----------------------------- | ---------------------- | --------- | --- |
| Les données manquantes sont à compléter. |                               |                        |           | |
|                                          |                               |                        |           | |
| 1793                                     |                               | Robert Gremond         |           | |
| 1797                                     | 1798                          | Jean Baptiste Fontaine |           | |
| 1798                                     | 1800                          | Louis Dionis           |           | |
| 1800                                     | 1821                          | Pierre Brassy          |           | |
| 1821                                     | 1829                          | Amédée de Cacheleu     |           | |
| 1829                                     | 1831                          | Louis G. Dionis        |           | |
| 1831                                     | 1865                          | Pierre Antoine Lebourg |           | |
| 1865                                     | 1870                          | Jacques A. Durand      |           | |
| 1870                                     | 1882                          | Pierre Lebourg         |           | |
| 1882                                     | 1882                          | Jacques A. Durand      |           | |
| 1882                                     | 1888                          | Antoine G. Vatel       |           | |
| 1888                                     | 1892                          | Arthur Lebourg         |           | |
| 1892                                     | 1895                          | Pierre D. Andrieu      |           | |
| 1895                                     | 1901                          | Auguste Gabriel Mazure |           | |
| 1901                                     | 1923                          | Jules Andrieu          |           | |
| 1923                                     | 1927                          | Nicolas Breard         |           | |
| 1927                                     | 1945                          | Joseph Noel            |           | |
| 1945                                     | 1971                          | Albert Hurel           |           | |
| 1971                                     | 1983                          | Albert Leconte         |           | |
| 1983                                     | 1995                          | Jean Pierre Lefebvre   |           | |
| 1995                                     | 1997                          | Monique Pascot         |           | |
| 1997                                     | août 2024,                    | Hubert Courseaux       | DVD       | Agriculteur Président de la CC Terre d'Auge (2008 → 2024) Conseiller général de Blangy-le-Château (2001 → 2015) Conseiller départemental de Pont-l'Évêque (2015 → 2024) Vice-président du conseil départemental du Calvados ( ? → 2024) Mort en fonction |
| octobre 2024                             | En cours (au 18 octobre 2024) | Marcel Gréaume         |           | Menuisier |

## Équipements et services publics

### Enseignement
Les enfants de la commune sont scolarisés à l'école de Pré-Doré, inaugurée en 1957 et qui compte quatre classes, de la maternelle au CM2 dotée d'un accueil périscolaire et d'une cantine.

## Population et société

### Démographie
L'évolution du nombre d'habitants est connue à travers les recensements de la population effectués dans la commune depuis 1793. Pour les communes de moins de 10 000 habitants, une enquête de recensement portant sur toute la population est réalisée tous les cinq ans, les populations de référence des années intermédiaires étant quant à elles estimées par interpolation ou extrapolation. Pour la commune, le premier recensement exhaustif entrant dans le cadre du nouveau dispositif a été réalisé en 2005.

En 2022, la commune comptait 822 habitants, en évolution de +9,45 % par rapport à 2016 (Calvados : +1,58 %, France hors Mayotte : +2,11 %).
| 1793  | 1800  | 1806  | 1821  | 1831  | 1836  | 1841  | 1846  | 1851  |
| ----- | ----- | ----- | ----- | ----- | ----- | ----- | ----- | ----- |
| 1 476 | 1 584 | 1 470 | 1 306 | 1 370 | 1 339 | 1 230 | 1 155 | 1 214 |

| 1856  | 1861  | 1866  | 1872  | 1876  | 1881  | 1886  | 1891  | 1896  |
| ----- | ----- | ----- | ----- | ----- | ----- | ----- | ----- | ----- |
| 1 190 | 1 170 | 1 160 | 1 114 | 1 131 | 1 144 | 1 120 | 1 131 | 1 084 |

| 1901  | 1906  | 1911  | 1921 | 1926 | 1931 | 1936 | 1946 | 1954 |
| ----- | ----- | ----- | ---- | ---- | ---- | ---- | ---- | ---- |
| 1 017 | 1 027 | 1 026 | 856  | 893  | 811  | 833  | 896  | 832  |

| 1962 | 1968 | 1975 | 1982 | 1990 | 1999 | 2005 | 2006 | 2010 |
| ---- | ---- | ---- | ---- | ---- | ---- | ---- | ---- | ---- |
| 776  | 677  | 586  | 613  | 673  | 667  | 762  | 768  | 803  |

| 2015 | 2020 | 2022 | - | - | - | - | - | - |
| ---- | ---- | ---- | - | - | - | - | - | - |
| 741  | 814  | 822  | - | - | - | - | - | - |

## Culture locale et patrimoine

### Lieux et monuments
- Le manoir de la Morsanglière des XVIe – XVIIe siècles, privé[43].
- Vestiges d'une motte féodale, près de l'église, sur la rive gauche de la Calonne[44].
- Église de l'Assomption-de-Notre-Dame de Bonneville-la-Louvet des XIIIe et XVe siècles[45].
- Scierie, ancien moulin à papier, puis usine liée au travail du bois, sur la Calonne, datant de 1877[46].
- Ancien moulin à huile, attesté en 1832, sur le ruisseau des Fontaines au Duc, près du lieu-dit Nouveau Monde[47].
- Ancienne fromagerie, construite au lieu-dit Château de Maillot vers 1923 par Eugène Morin[48].

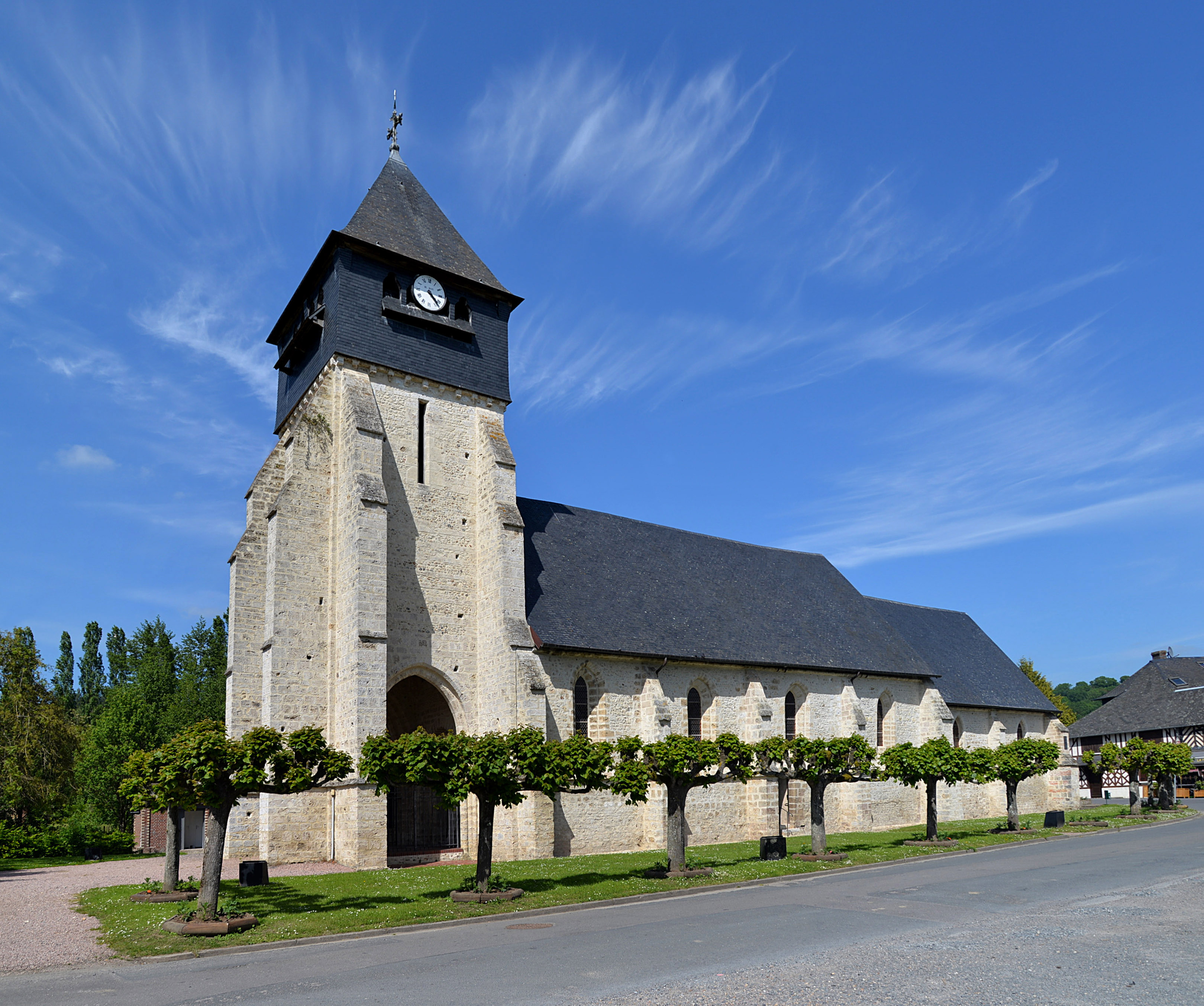
L'église de l'Assomption de Notre-Dame.
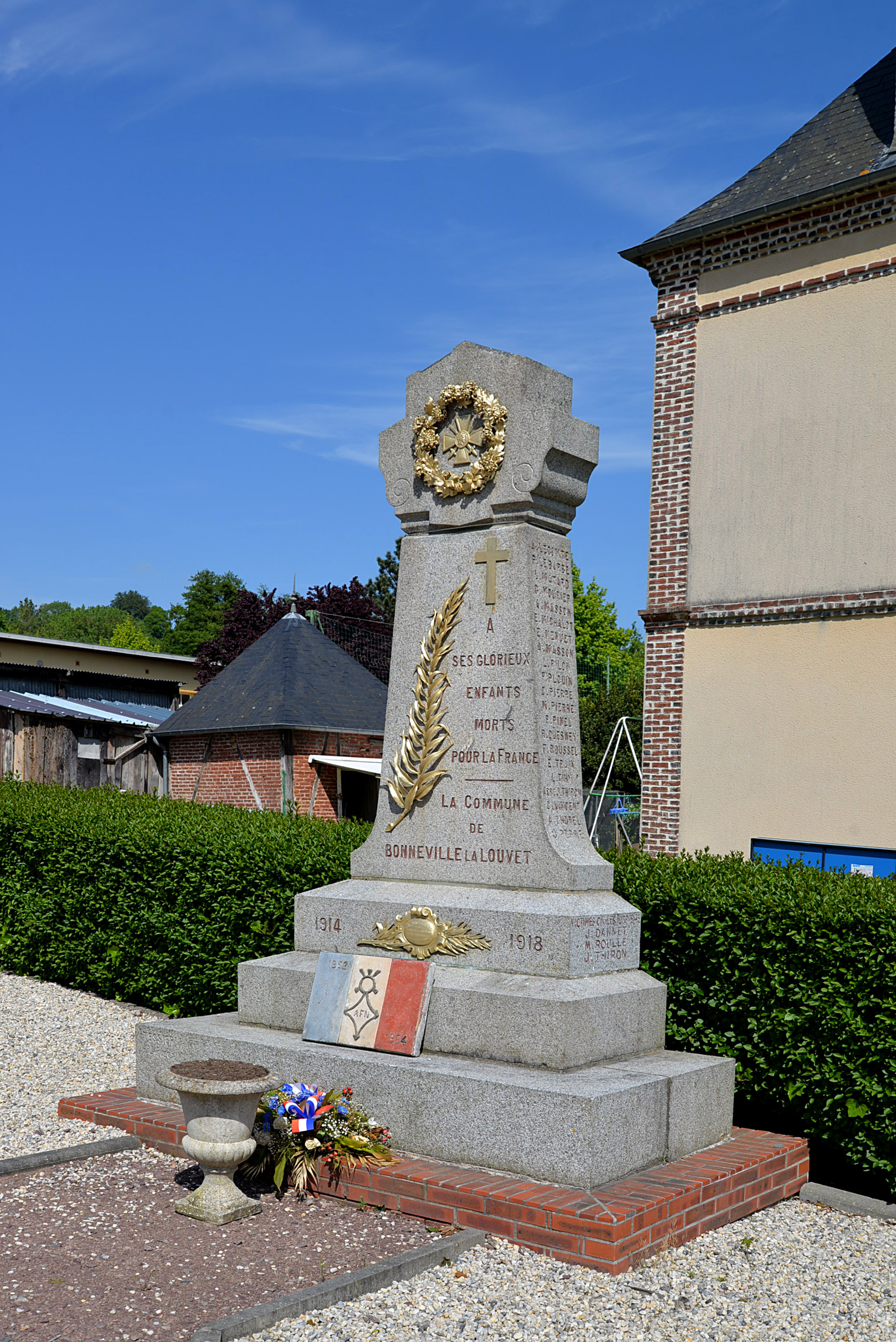
Le monument aux morts.
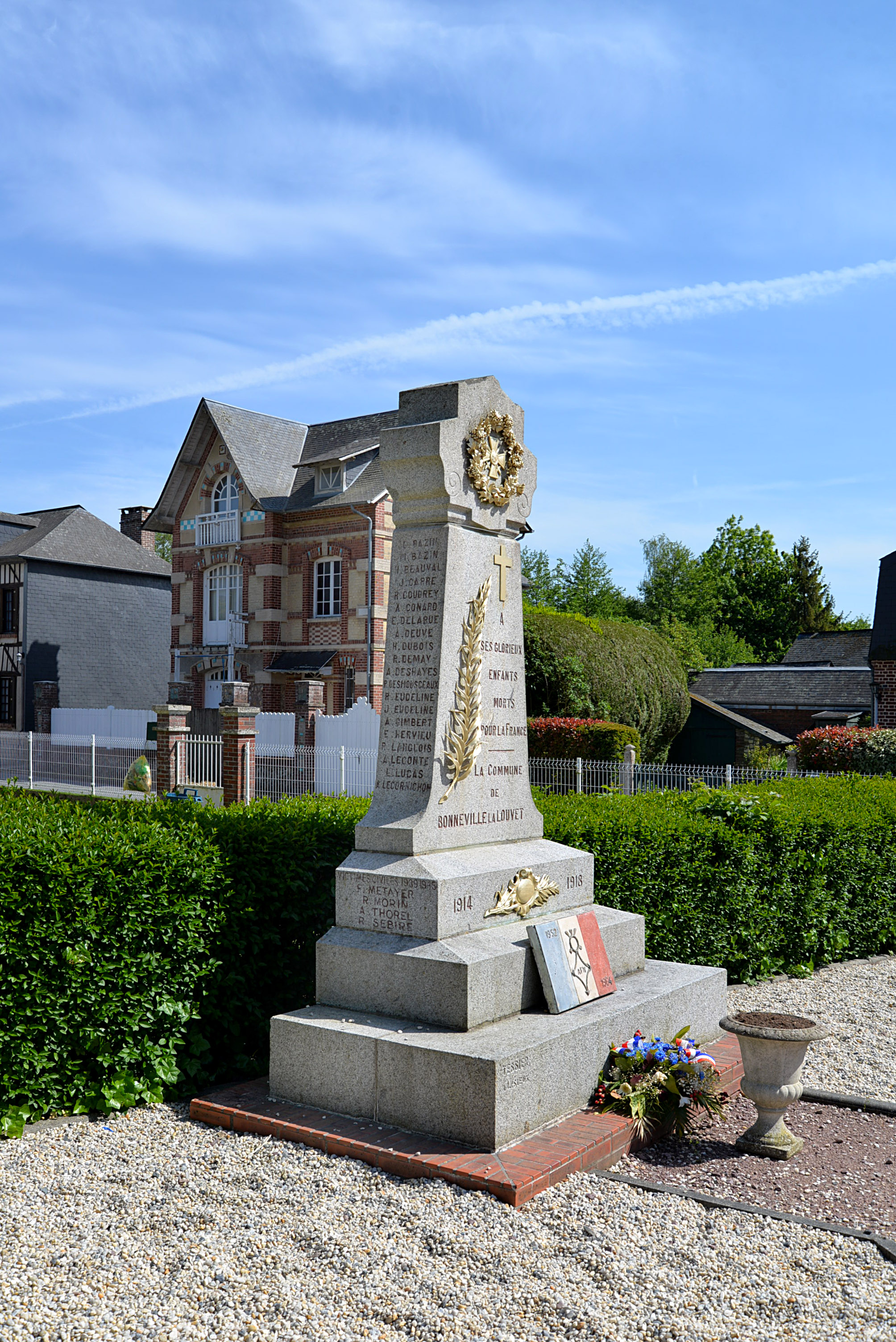
Le monument aux morts.

## Pour approfondir